# 괴산중학교 구 본관
괴산중학교 구 본관(槐山中學校 舊 本館)은 대한민국의 국가등록문화재 제354호이다.

## 개요
1949년 건립된 이 건물은 1946년에 개교한 괴산중학교의 본관으로 광복 직후 우리나라 기술진이 건축한 충북 도내 유일의 석조 교사이다. 길이가 77m에 이르며, 이 지역에서 채석한 화강석으로 외벽을 마감하여 교육 시설로서의 장중함을 보여주고 있다.

## 같이 보기
- 괴산중학교

## 참고 자료
- 괴산중학교 구 본관 - 국가유산청 국가유산포털